# August Sartorius von Waltershausen
August Sartorius von Waltershausen, född 23 maj 1852 i Göttingen, död i augusti 1938, var en tysk friherre och nationalekonom. Han var son till Wolfgang Sartorius von Waltershausen och far till Hermann Wolfgang von Waltershausen.
Sartorius från Waltershausen var professor i Zürich 1885-88 och 1888-1918 i Strassburg. Han ägnade sig främst åt amerikanska arbetarförhållanden, emigration och världsekonomiska ämnen. Han framlade sina forskningsresultat och åsikter i bland annat Die nordamerikanischen Gewerkschaften (1886), Der moderne Sozialismus in den Vereinigten Staaten (1890), Die italienischen Wanderarbeiter (1903), Das volkswirtschaftliche System der Kapitalanlage im Ausland (1907), Das Auslandskapital während des Weltkrieges (1915) och Deutsche Wirthschaftsgeschichte 1815-1914 (1920).